# Black Diamond (Washington)
Black Diamond es una ciudad ubicada en el condado de King en el estado estadounidense de Washington. En el año 2000 tenía una población de 3.970 habitantes y una densidad poblacional de 285,5 personas por km².

## Geografía
Black Diamond se encuentra ubicada en las coordenadas 47°19′4″N 122°0′53″O / 47.31778, -122.01472.

## Demografía
Según la Oficina del Censo en 2000 los ingresos medios por hogar en la localidad eran de $67.092, y los ingresos medios por familia eran $72.981. Los hombres tenían unos ingresos medios de $51.792 frente a los $31.932 para las mujeres. La renta per cápita para la localidad era de $26.936. Alrededor del 0,9% de la población estaban por debajo del umbral de pobreza.